# 艾爾代爾萊克諾曼
艾爾代爾萊克諾曼（英語：Lake Norman of Iredell）是位於美國北卡羅萊納州艾爾代爾縣的普查規定居民點。

## 人口
根據2020年美國人口普查的數據，艾爾代爾萊克諾曼的面積為48.70平方千米，當中陸地面積為26.30平方千米，而水域面積為22.40平方千米。當地共有人口11395人，而人口密度為每平方千米233.98人。